# Fiodor Triepow
Fiodor Fiodorowicz Trepow (ros. Фёдор Фёдорович Трепов [f'odar f'odarawicz' trjepaf]; ur. 16 maja 1812, zm. 23 listopada 1889) – rosyjski generał kawalerii od 1878, generał-adiutant od 1867, oberpolicmajster Sankt Petersburga od 1866, generał-policmajster Królestwa Polskiego w latach 1863–1866, ober-policmajster warszawski w latach 1860–1861, członek Rady Stanu Królestwa Kongresowego.
Brał udział w tłumieniu powstania listopadowego i styczniowego. W 1877 postrzelony przez Wierę Zasulicz.
Bohater wiersza z okresu, gdy był ober-policmajstrem w Warszawie:
 
Na Starym Mieście – przy wodotrysku
Pułkownik Trepow dostał po pysku.

## Życie prywatne
Ożenił się z Wierą Wasiljewną z domu Łukaszewicz. Mieli pięć córek: Anastasiję (1849–1940), Jewgieniję (ur. 1850), Juliję (1851–1923), Sofiję (1853–1927), Jelisawietę (1858–1920), oraz czterech synów: generała dywizji Fiodora Fiodorowicza (1854–1938), oberpolicmajstra moskiewskiego Dmitrija (1855–1906), premiera rządu rosyjskiego Aleksandra (1862–1928), gubernatora Taurydy Władimira (1863–1918),